# Sebastián Rulli
Sebastián Óscar Rulli (Buenos Aires, 6 luglio 1975) è un attore messicano, di origine argentina, noto soprattutto come interprete di telenovelas.

## Filmografia parziale
- Clase 406 (2002-2003)
- Rubí (2004)
- Mundo de fieras (2006-2007)
- Un gancho al corazón (2008-2009)
- Teresa (2010-2011)
- Amores verdaderos (2012-2013)
- Lo que la vida me robó (2013-2014)
- L'ultimo dragone (2019-2020)
- Vencer el pasado (2021)